# Gelendschik
Gelendschik (russisch Геленджик) ist eine Stadt mit 54.980 Einwohnern (Stand 14. Oktober 2010) in der Region Krasnodar in Russland. Die Stadt ist eines der wichtigsten Tourismus- und Erholungszentren der russischen Schwarzmeerküste.

## Geographie

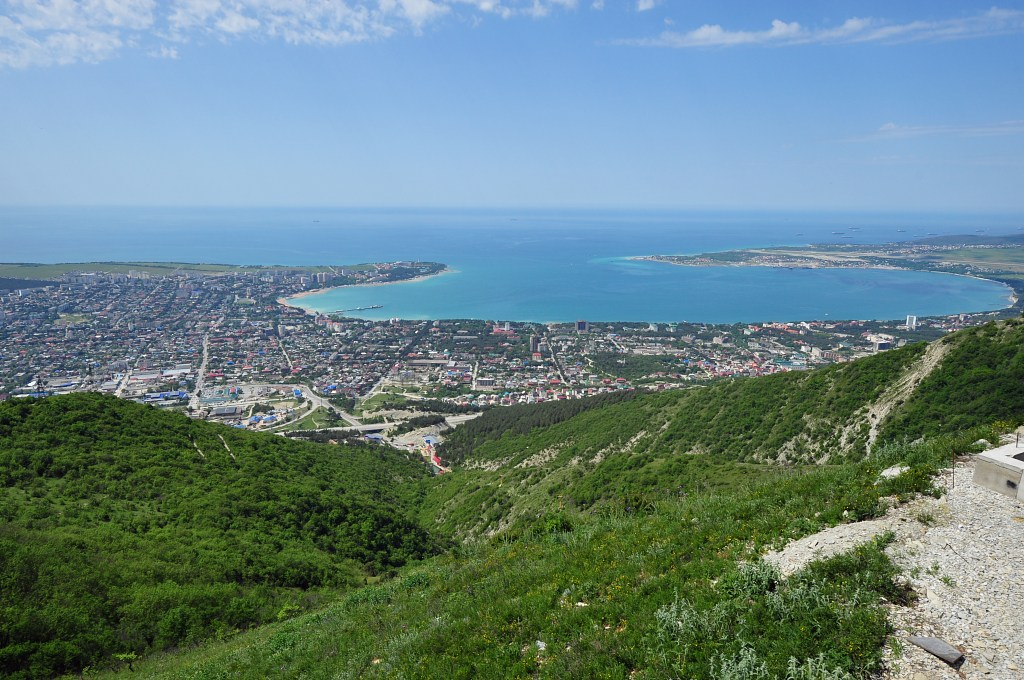
Panorama von Gelendschik aufgenommen von den grünen Berghängen des Gebirges Markchot. Die Stadt schmiegt sich wie ein Amphitheater an das Ufer der Bucht an

Gelendschik befindet sich an der nordöstlichen Schwarzmeerküste im russischen Kaukasusvorland, etwa 90 km südwestlich der Regionshauptstadt Krasnodar. Die nächstgelegenen Städte sind: Noworossijsk (31 km nordwestlich von Gelendschik entfernt), Abinsk (35 km nördlich), Krymsk (43 km nördlich) und Anapa (71 km nordwestlich).
Das Klima in und um Gelendschik ist annähernd subtropisch und von den Eigenschaften her vergleichbar mit dem Klima der Südküste der Krim-Halbinsel oder der südöstlich gelegenen Metropole Sotschi. Üblich sind ein heißer und trockener Sommer, ein gemäßigt warmer Herbst und ein milder, meist schneefreier Winter. Die Jahresdurchschnittstemperatur der Luft beläuft sich auf 13,5 °C. Aufgrund der Lage am Schwarzen Meer und der günstigen klimatischen Bedingungen hat Gelendschik den Status eines Klimakurortes. 250 Sonnentage im Jahr ermöglichen eine Badesaison von Mai bis Oktober. Das Wasser des Schwarzen Meeres hat eine durchschnittliche Temperatur von +15,5 °C im Jahr, im Sommer steigt sie bis auf +28 °C.
In einer Entfernung von 17 km zur Stadt befindet sich der Parusfelsen, der durch die Gelendschiker Behörden zum Naturdenkmal erklärt wurde.

## Geschichte
Erste Siedlungen im Bereich der heutigen Stadt gab es bereits mehrere Jahrhunderte vor Christus, so unter anderem ein griechisches Handelsstädtchen sowie eine Festung der Römer, deren Reste bis heute erhalten sind. Später gab es in dieser Gegend eine Tscherkessen-Siedlung, die noch bis 1829, als diese Gebiete mit dem Frieden von Adrianopel an das Russische Reich gingen, dem Osmanischen Reich gehörte.

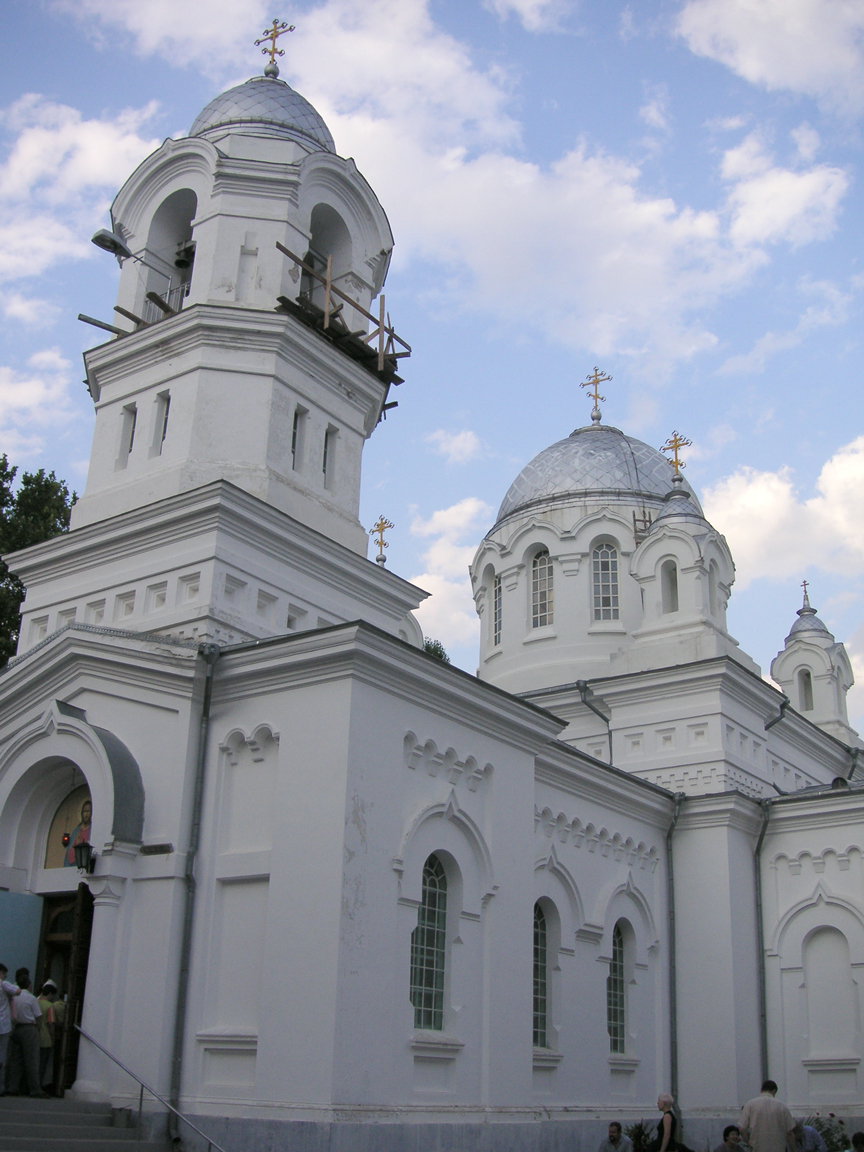
Die Himmelfahrtskathedrale in Gelendschik

1831 wurde schließlich die heutige Stadt Gelendschik gegründet, damals als eine der Festungen an den neuen Südgrenzen Russlands. Noch bis zum Ende des 19. Jahrhunderts stellten die Kosaken den hauptsächlichen Bevölkerungsteil des Ortes dar. Im Laufe des Jahrhunderts wurde die Ortschaft je nach ihrem Status umbenannt, so hieß sie 1864–1870 Gelendschikskaja (Геленджикская) und 1870–1896 Gelendschikskoje (Геленджикское). Der Ursprung des Toponyms Gelendschik wird in der türkischen Sprache ("gelin", dt. "Braut" und "-cik" im Sinne von "-lein") vermutet.
Mit dem Bau einer befestigten Straße von Noworossijsk bis Sochumi, die an Gelendschik vorbeiführte, begann sich im Ort zunehmend der Fremdenverkehr zu etablieren. Im Jahr 1900 wurde in Gelendschik ein erstes Sanatorium eröffnet, was den Anfang des Ortes als Kurstadt markierte. 1915 erhielt Gelendschik Stadtrechte und entwickelte sich seitdem weiter zu einer vorwiegend auf Tourismus und Kurwesen ausgerichteten Stadt. Anfang der 1940er-Jahre betrug die jährliche Anzahl der Kurgäste bereits rund 60.000. 1970 erklärte der Ministerrat der UdSSR Gelendschik zu einer der „Kurstädte von unionsweiter Bedeutung“.

### Bevölkerungsentwicklung
| Jahr | Einwohner |
| ---- | --------- |
| 1939 | 10.721    |
| 1959 | 14.131    |
| 1970 | 29.086    |
| 1979 | 36.533    |
| 1989 | 47.711    |
| 2002 | 50.012    |
| 2010 | 54.980    |

Anmerkung: Volkszählungsdaten

## Wirtschaft und Verkehr

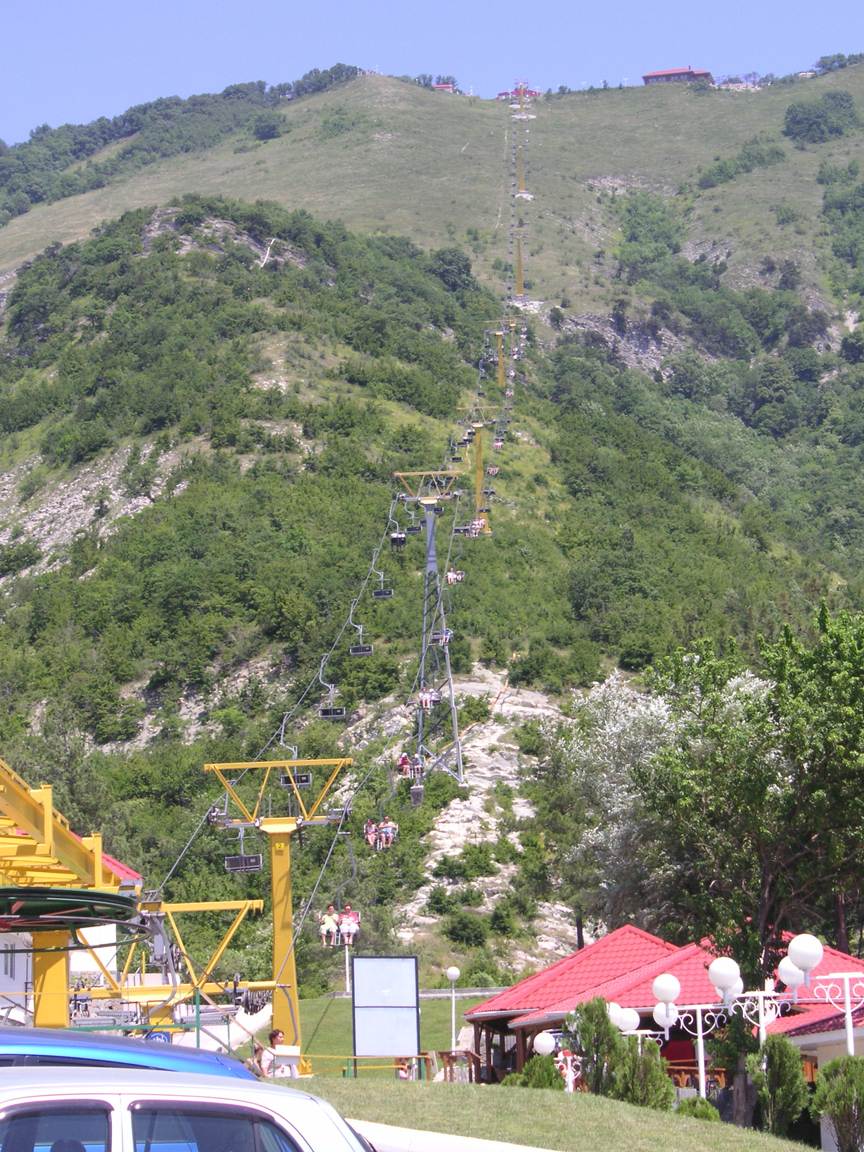
Sesselbahn in Gelendschik

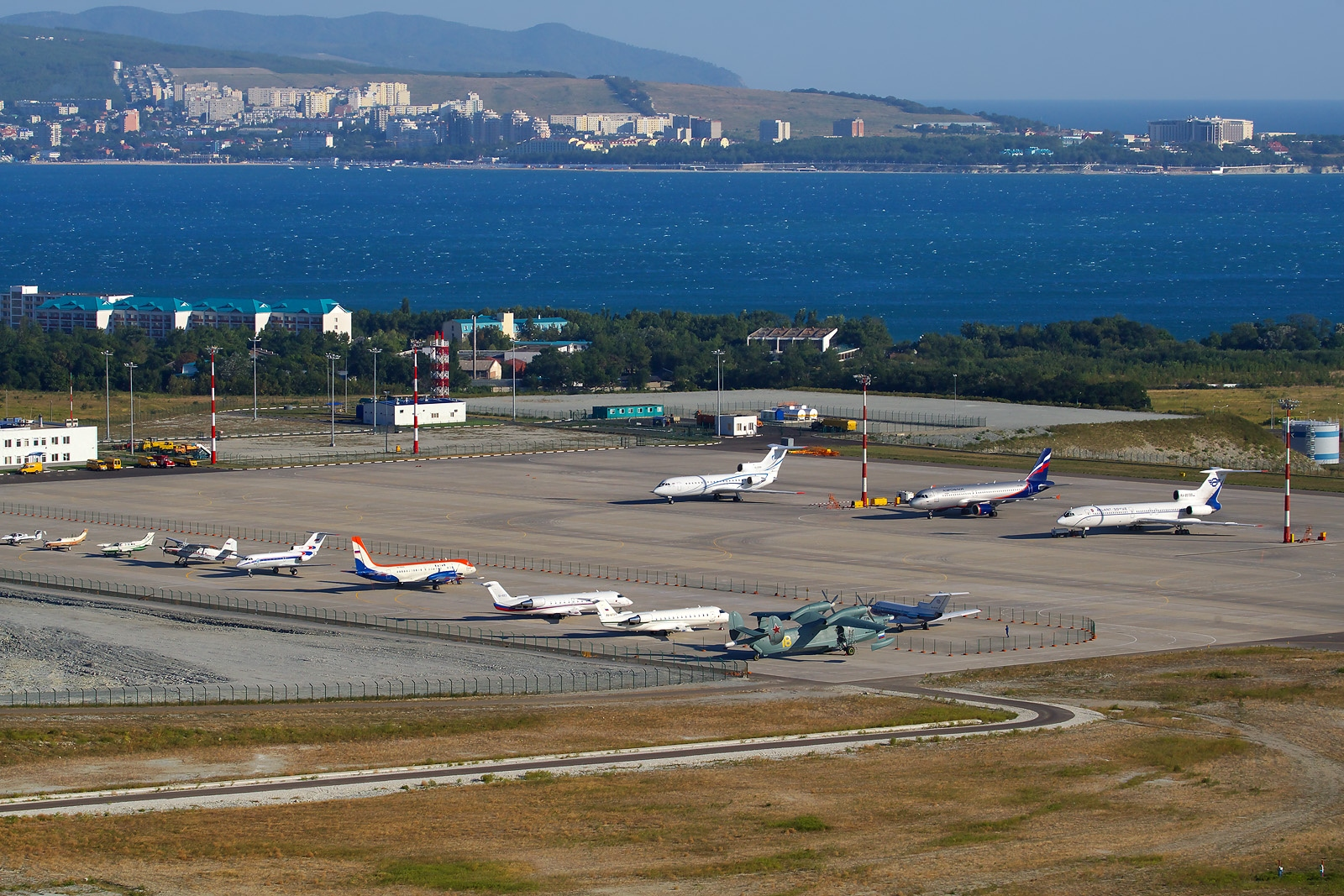
Flughafen Gelendschik (GDZ/URKG)

Die gesamte touristische Infrastruktur der Stadt umfasst rund 180 Einrichtungen mit einer Gesamtkapazität von über 40.000 Plätzen. Als beliebteste Erholungszeit in Gelendschik gilt der Monat September, in dem das Wetter in dieser Gegend besonders mild bei einer mittleren Lufttemperatur von 25 °C und einer Wassertemperatur von 23 °C ist.
Südlich des Ortes liegt die Residenz am Kap Idokopas, die dem russischen Präsidenten Putin gehören soll. Der russische Regimekritiker Alexei Nawalny behauptet, das dazu gehörende Grundstück sei 39 Mal so groß wie das Fürstentum Monaco. Gekostet habe der Palast rund 100 Milliarden Rubel (umgerechnet etwa 1,1 Milliarden Euro).
Die Industrie ist in Gelendschik mit nur einigen wenigen Nahrungsmittel- und Holzverarbeitungsfabriken relativ unbedeutend vertreten. In der Umgebung der Stadt wird unter anderem Weinbau betrieben. Am Ort befindet sich eine Monitoring-Station des SDKM-Systems.
Gelendschik liegt an den Fernstraßen M4 und M27. Ein eigener Eisenbahnanschluss ist nicht vorhanden, der nächste Bahnhof befindet sich in Noworossijsk. 2010 wurde der Flughafen Gelendschik fertiggestellt.

## Sehenswürdigkeiten
Visitenkarte Gelendschiks ist die Kurpromenade am Ufer. Pavillons und Gebäude wurden saniert. Das Zentrum der Stadt wird nachts hell beleuchtet und ist mit Blumenbeeten verziert. Die Tourismus-Saison wird jährlich mit dem Karneval Anfang Juni eröffnet. Ebenfalls einmal im Jahr findet in Gelendschik das russische Festival der Künste „Südliche Nächte“ statt.
Am 19. Januar 2021 wurde die Dokumentation Ein Palast für Putin von Alexei Nawalny veröffentlicht, in der er behauptet, dass Russlands Präsident Wladimir Putin sich einen eigenen Palast in der Nähe von Gelendschik bauen ließ.

## Weiterführende Bildungseinrichtungen
- Filiale der Staatlichen Radiotechnischen Universität Taganrog
- Filiale der Staatlichen Universität des Kubangebiets
- Gelendschiker Kunstinstitut
- Verwaltungsinstitut Gelendschik

## Städtepartnerschaften
- Angoulême, Frankreich (seit 1977)
- Hildesheim, Deutschland (seit 1992)
- Wizebsk, Belarus

## Persönlichkeiten
- Lew Tichomirow (1852–1923), Mitglied der Narodnaja Wolja und Publizist
- Iossif Abramow (* 2001), Billardspieler und Weltmeister